# Leucosyke clemensii
Leucosyke clemensii är en nässelväxtart som beskrevs av Unruh. Leucosyke clemensii ingår i släktet Leucosyke och familjen nässelväxter. Inga underarter finns listade i Catalogue of Life.